# Ahasverus van den Berg

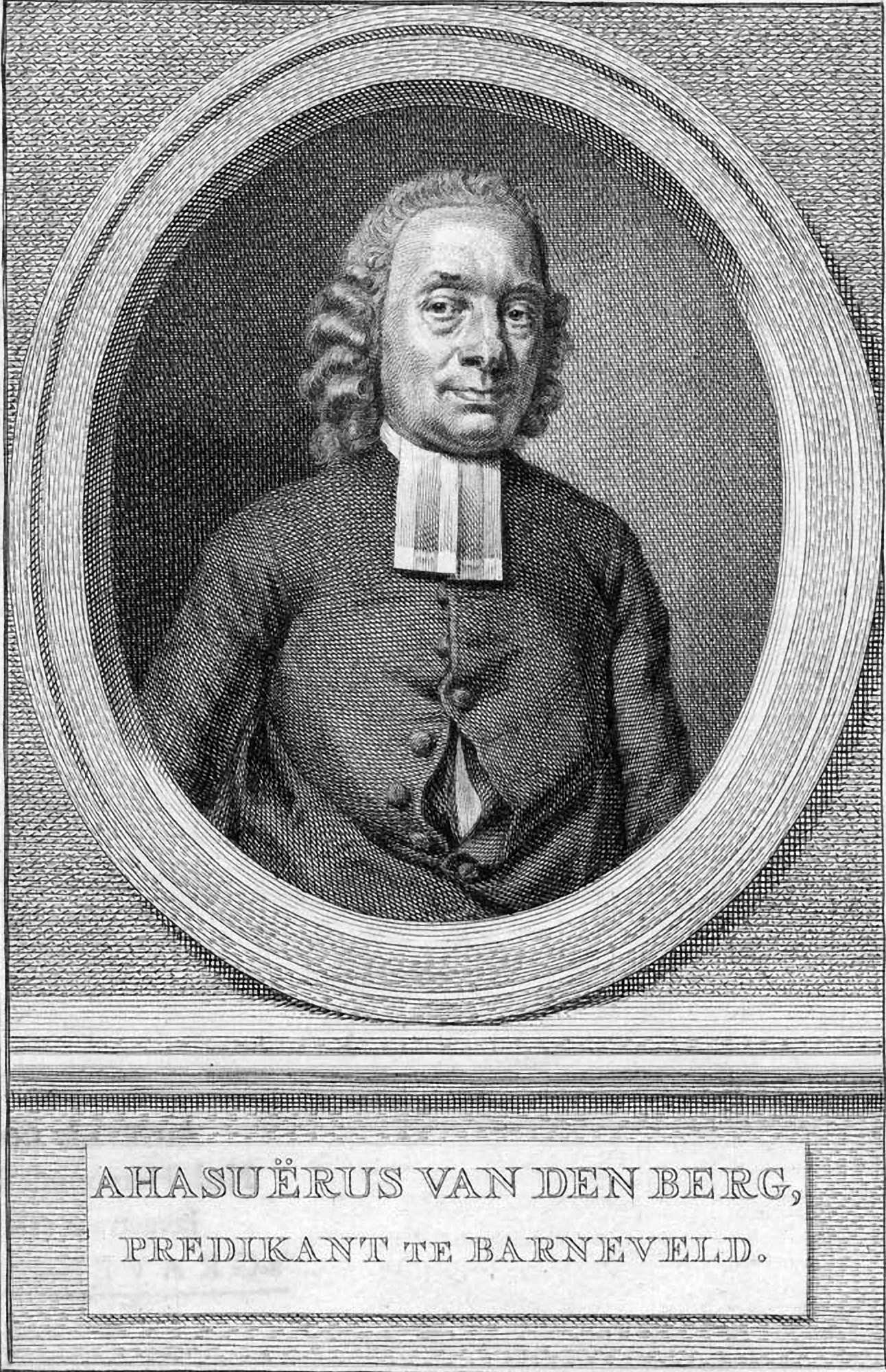
Ahasverus van den Berg

Ahasverus van den Berg (* 20. Februar 1733 in Dordrecht; † 6. Januar 1807 in Arnhem) war ein niederländischer reformierter Theologe und Dichter.

## Leben
Der Sohn des Rheinschiffers Gerrit van den Berg und dessen Frau Cornelia Sybilla Claessen hatte seine Jugendzeit in seiner Geburtsstadt verbracht, wo er bereits früh ein Interesse an Poesie entdeckte. Der damalige Dordrechter Prediger Rutger Schutte (1708–1784) war es vor allem, der den jungen Berg ab dem neunten Lebensjahr gefördert hatte und seine Hingabe zum Versverfassen anspornte. Der junge religiös geprägte Dichter hatte vor allem seine positiven und negativen ersten Lebenserfahrungen in Gedichten ausgedrückt. Seinen ersten öffentlichen poetischen Auftritt hatte er, als 1752 der Statthalter Willem Friso gestorben war. Substantieller war sein dichterischer Beitrag zu den Schriften der Dordrechter Gesellschaft Concordia et Labore, für die er wesentlich mehr geistliche Gedichte verfasste als die alteingesessenen Prediger. 
Am 27. September 1755 begann er ein Studium der Theologie an der Universität Groningen. Nachdem er dieses abgeschlossen hatte, ging er 1760 nach Dordrecht zurück. Von hier aus erhielt er eine Berufung als Prediger in Bruchem und Kerkwijk, welches Amt er am 14. März 1762 antrat. Nach seiner 1766 erfolgten Versetzung als Pfarrer nach Barneveld wurde er am 1. November 1778 Pfarrer in Arnhem. Ein 1780 an ihn gestelltes Ersuchen der Kuratoren der Universität Harderwijk, Nachfolger des Theodorus Scheltinga (1706–1780) als Professor der Theologie an die dortige Hochschule zu gehen, lehnte er ab, um sich seinen kirchlichen Aufgaben voll widmen zu können.
Als Prediger hatte er sich vor allem durch seine praktischen und verständlichen Predigten einen Namen gemacht, als Katechet durch die Veröffentlichung von Lehrbüchern, von denen seine Bijbelsche historievragen (frei übersetzt: Biblische Geschichtsfragen. 1779) in der französischen Sprache erschien und neu aufgelegt wurde. In den ersten Jahren der Batavanischen Republik hatte er sich während der gesellschaftlichen Neuordnung, für die Interessen der reformierten Kirche eingesetzt. Er gehörte zu den Mitgliedern eines Treffens in Utrecht am 11. April 1797, deren Teilnehmer bestrebt waren, den Sonntag als Ruhetag zu erhalten, die kirchlichen Gebäude für den Gottesdienst bereitzuhalten und die Zahlung von Gehältern und Renten  durchsetzten. Dazu wurde zwischen der Landeskirche und der Nationalversammlung vermittelt.  Nach einigen weiteren Verhandlungen konnte die Verstaatlichung der Kirche verhindert und deren Fürsorgepflichten wiederhergestellt werden.
Von großer Bedeutung war sein Bemühen, den Kirchengesang durch die Einführung eines Gesangbuches zu verbessern. Dazu wurde er 1773 von den Bevollmächtigten der Provinz Gelderland beauftragt, sich mit der Verbesserung desselben zu beschäftigten. Nachdem er einige Lieder überarbeitet hatte, erkannte man, dass noch weiterer Handlungsbedarf bestand. So zogen sich die Arbeiten bis zum 4. September 1805 hin. 1806 konnte das neue Gesangbuch Rutger Jan Schimmelpenninck überreicht werden. Darin hatte Berg viele eigene Werke einfließen lassen und wurde dabei von seiner im Pfarrhaus lebenden Schwester Cornelia Sybilla van den Berg (* 1739) und anderen bedeutenden Persönlichkeiten unterstützt. Zudem schrieb er auch eine Abhandlung über das Leben seines Freundes Joannes Florentius Martinet (1729–1795), dem Autor des Katechismus der Natur.

## Werke
- Bijbelsche Historievragen, tot gebruik van Katechisatiën en Christelijke huisgezinnen. Arnhem 1778, 1845 (französisch: Abrègè de l'Histoire sainte, à l'usage des Enfans), 1848
- Proeven van Geestelijke Oden en Liederen. Utrecht 1779, 1806
- Leerreden over Ps. CIII, vs. 1–4. Arnhem 1784
- Korte vragen uit de Kerkelijke Historiën, ten vervolge op de Bijbelsche Historievragen. Arnhem 1784
- Levensberigt van J.F. Martinet. Amsterdam 1796
- Verdediging van de zaak der Hervormden, betrekkelijk de Kerkelijke en Armengoederen, door de Gedeputeerden van de Synode der Hervormde gemeenten in Gelderland. Amsterdam 1797
- Uitbreiding van de Bijbelsche Historievragen. Arnhem 1801, 1835
- Gedachten over Geestelijke Oden en Liederen. Utrecht 1802
- Vervolg op de Gedachten over Geestelijke Oden en Liederen. Utrecht 1803
- Geschenk voor de Jeugd. Amsterdam 1781
- Nieuw geschenk voor de Jeugd. Amsterdam 1792

## Weblink
- Literatur über Ahasverus van den Berg in der Digitalen Bibliothek der Niederlande (DBNL)

| Personendaten    | Personendaten                                      |
| ---------------- | -------------------------------------------------- |
| NAME             | Berg, Ahasverus van den                            |
| KURZBESCHREIBUNG | niederländischer reformierter Theologe und Dichter |
| GEBURTSDATUM     | 20. Februar 1733                                   |
| GEBURTSORT       | Dordrecht                                          |
| STERBEDATUM      | 6. Januar 1807                                     |
| STERBEORT        | Arnhem                                             |